# 萨格勒布号驱逐舰
萨格勒布号是20世纪30年代后期南斯拉夫王家海军建造的驱逐舰，也是第二艘贝尔格莱德级驱逐舰（共三艘），原计划加入杜布罗夫尼克号向导舰为首的海军中队。萨格勒布号是南斯拉夫王國建造的第一艘军舰，1939年8月服役并配有四门120毫米舰炮，最高航速35节（每小时65公里）。
以納粹德國为首的轴心国1941年4月悍然入侵，南斯拉夫卷入第二次世界大战。4月17日，舰上两名军官引爆炸药，在科托尔湾把萨格勒布号凿沉，以免落入迅速逼近的意大利人之手，两人当场死亡。此事后改编成1967年法国电影《亚得里亚海的火焰》。1973年南斯拉夫海军成立30周年之际，南斯拉夫总统约瑟普·布罗兹·铁托追授两名军官“人民英雄勋章”。

## 背景
南斯拉夫王家海军（Kraljevska mornarica）20世纪30年代初推行向导舰（Flotilla leader）理念，计划建造类似第一次世界大战英國皇家海軍V及W级驱逐舰（V and W-class destroyer）的大型驱逐舰。法國海軍计划在战间期用三艘大型驱逐舰组成半个区舰队，或每艘向导舰联合多艘中小型驱逐舰共同行动。南斯拉夫王家海军决定建造三艘向导舰，需同时满足高速航行与长久续航的需要。续航需求表明南斯拉夫打算把舰队部署到地中海中部，以便同法国和英国军舰合作。杜布罗夫尼克号驱逐舰（Dubrovnik）便是如此背景下在1930至1931年建成，但大萧条在该舰订造后不久爆发，原计划打造的其余两艘无限期推迟。据英国外交人员汇报，南斯拉夫不打算造三艘大型驱逐舰，但还是会以多艘中小型驱逐舰配合杜布罗夫尼克号行动。南斯拉夫王家海军1934年决定订造三艘中小型驱逐舰，加入杜布罗夫尼克号为首的海军中队。

## 参数与建设
贝尔格莱德级驱逐舰（Beograd-class destroyer）源自法国设计，萨格勒布号是第二艘，经法国人督导在雅罗造船厂（Yarrow Shipbuilders）和卢瓦尔造船厂（Ateliers et Chantiers de la Loire）共有的南斯拉夫斯普利特亚得里亚海造船厂（Jadranska brodogradilišta）建造。舰体全长98米，全宽9.45米，标准吃水深度3.18米，标准排水量1210吨，满载排水量1655吨。舰上配备145名官兵，用帕森斯蒸汽渦輪發動機结合三台雅罗水管锅炉生成的蒸汽带动两个螺旋槳。涡轮机功率3至3.3万千瓦，设计最高航速38至39节（每小时70至72公里），但实际最高航速只能达到35节（每小时65公里）。萨格勒布号的航程数据不足，但姊妹舰贝尔格莱德号可携带120吨燃油巡航一千海里（约1852公里）。
萨格勒布号主火力由装在背負式砲塔上的四门斯柯达120毫米L/46舰炮组成，两门位于上层建筑舰艏，两门舰尾且均有炮盾保护。舰体第二火力是舰尾遮蔽甲板两侧炮台各配一门双联装斯柯达40毫米高射炮，另有两门三联装550毫米鱼雷管和两挺机枪。萨格勒布号可携带30枚水雷，火控系统由荷兰哈兹梅尔（Hazemeyer）公司提供。
萨格勒布号1936年铺设龙骨，1938年3月30日下水，是南斯拉夫建造的第一艘军舰。南斯拉夫陆海军大臣的夫人出席下水仪式，当天还定为公共假期。1939年8月，萨格勒布号正式交付南斯拉夫王家海军。

## 服役史
以納粹德國为首的轴心国1941年4月悍然入侵，南斯拉夫卷入第二次世界大战。萨格勒布号与贝尔格莱德号划入科托尔湾的第1鱼雷中队。4月6日战争爆发后，轴心国空袭科托尔湾舰船和海岸设施，所幸没有命中萨格勒布号，只有几次擦身而过。此后几天萨格勒布号在湾内多次转移并伪装。4月16日，舰上官兵获悉南斯拉夫军队即将投降，要求不得再继续抗敌，大部分船员听闻后离舰。次日意大利人逼近科托尔湾，低阶军官米兰·斯帕西奇（Milan Spasić）与谢尔盖·马舍拉（Sergej Mašera）强迫舰长和剩余船员离舰并安装炸药炸沉萨格勒布号，以免驱逐舰落入敌人之手，两人当场丧生。大部分舰体入水，留在水上的部分持续焚烧数天。4月21日斯帕西奇的遗骸冲上岸，意大利人5月5日举行完整军事葬礼；马舍拉炸断的头部冲上岸后由当地人秘密下葬。
法国导演亚历山大·阿斯特吕克1967年把萨格勒布号的结局搬上银幕，电影《亚得里亚海的火焰》（Flammes sur l'Adriatique）由杰拉尔·巴里（Gérard Barray）主演，部分镜头在南斯拉夫取景，次年在法国上映。1973年南斯拉夫海军成立30周年之际，南斯拉夫总统、战时游击队领导人约瑟普·布罗兹·铁托追授两名军官“人民英雄勋章”（Orden narodnog heroja），纪念两人英勇行径。20世纪80年代中期，当局挖出马舍拉的头并经法医鉴定，后举行正式葬礼葬在卢布尔雅那（今斯洛文尼亚）。萨格勒布号部分舰艏如今在科托爾黑山海事博物馆展出。

## 脚注
1. ↑  Freivogel 2014，第83頁.
2. ↑  Freivogel 2014，第84頁.
3. ↑  Jarman 1997a，第543頁.
4. ↑  Chesneau 1980，第357–358頁.
5. 1 2  Great Britain and the East 1938，第388頁.
6. 1 2 3 4 5 6 7  Chesneau 1980，第357頁.
7. ↑  Preston, Jordan & Dent 2005，第99頁.
8. 1 2  Lenton 1975，第106頁.
9. ↑  Friedman 2011，第294頁.
10. 1 2 3  Jarman 1997a，第738頁.
11. ↑  Campbell 1985，第394頁.
12. ↑  Freivogel & Grobmeier 2006，第362頁.
13. 1 2  Whitley 1988，第312頁.
14. ↑  Cernuschi & O'Hara 2005，第99頁.
15. 1 2  Jarman 1997b，第92頁.
16. ↑  Niehorster 2016.
17. 1 2 3  Luković 2016.
18. 1 2  Maritime Museum of Montenegro 2007.
19. ↑  Cafe del Montenegro 2017.
20. ↑  La Cinémathèque française 2001.

### 图书、期刊、新闻
- . Great Britain and the East (London: Brittain). 1938  [2021-10-15]. OCLC 183360562. （原始内容存档于2021-12-03）.
- Campbell, John. . London: Conway Maritime Press. 1985. ISBN 978-0-85177-329-2.
- Cernuschi, Enrico; O'Hara, Vincent O. . Jordan, John  (编). . London: Conway Maritime Press. 2005: 97–110. ISBN 978-1-84486-003-6.
- Chesneau, Roger (编). . London: Conway Maritime Press. 1980. ISBN 978-0-85177-146-5.
- Freivogel, Zvonimir.  (PDF). Voennyi Sbornik (Sochi, Russian Federation: Academic Publishing House Researcher). 2014, 4 (2): 83–88  [2021-10-15]. ISSN 2309-6322. （原始内容存档 (PDF)于2021-07-14）.
- Freivogel, Zvonimir; Grobmeier, A. H. . Warship International. 2006, XLIII (4): 362. ISSN 0043-0374.
- Friedman, Norman. . Annapolis, Maryland: Naval Institute Press. 2011. ISBN 978-1-84832-100-7.
- Jarman, Robert L. (编).  2. Slough, UK: Cambridge Archive Editions. 1997a. ISBN 978-1-85207-950-5.
- Jarman, Robert L. (编).  3. Slough, UK: Cambridge Archive Editions. 1997b. ISBN 978-1-85207-950-5.
- Lenton, H.T. . London: Macdonald and Jane's. 1975. ISBN 978-0-356-04661-7.
- Preston, Antony; Jordan, John; Dent, Stephen. . London: Conway Maritime Press. 2005. ISBN 978-1-84486-003-6.
- Whitley, M. J. . Annapolis, Maryland: Naval Institute Press. 1988  [2021-10-15]. ISBN 978-0-87021-326-7. （原始内容存档于2021-11-16）.

### 网页
- . La Cinémathèque française. 2001  [2021-10-15]. （原始内容存档于2017-08-09）.
- . Cafe del Montenegro. 2017-04-17  [2021-10-15]. （原始内容存档于2021-06-09）.
- Luković, Siniša. . Vijesti online. Vijesti. 2016  [2017-10-14]. （原始内容存档于2017-10-14）.
- Niehorster, Leo. . 2016  [2021-08-31]. （原始内容存档于2020-10-29）.
- . Maritime Museum of Montenegro. 2007  [2021-10-15]. （原始内容存档于2021-06-09）.